# ヘイゼルハースト駅
ヘイゼルハースト駅（英語：Hazlehurst Station）はアメリカ合衆国ミシシッピ州ヘイゼルハースト ノース・ラグスデール・アヴェニューおよびイースト・コンウェイ・ストリートにある駅。 全米各地を結ぶ旅客鉄道のアムトラックが乗り入れている。

## 概要
当駅の駅舎は以前の木造駅舎を建て替えるため1925年イリノイ・セントラル鉄道によって建設された。駅は現在、ヘーゼルハースト駅博物館やヘーゼルハースト商工会議所が入居している。隣接して1966年に製造されたイリノイ・セントラル鉄道のカブースが保存されている。

## 利用可能な鉄道路線／列車
アムトラックの発着する列車は下記の通り。
シカゴとニューオーリンズ間の夜行長距離列車シティ・オブ・ニューオーリンズ号…1日1往復発着